# Suniti Kumar Chatterji
Suniti Kumar Chatterji (ur. 26 listopada 1890 w Howrah, zm. 29 maja 1977 w Kalkucie) – indyjski językoznawca. Zajmował się językami indoaryjskimi oraz ich kontaktami z innymi językami.
W 1913 r. uzyskał magisterium z anglistyki na University of Calcutta, gdzie kształcił się także w zakresie filologii sanskryckiej. W 1913 r. objął stanowisko profesora anglistyki w Vidyasagar College w Kalkucie, a w latach 1914–1919 wykładał anglistykę jako adiunkt na University of Calcutta. Dalszą edukację odbył w Londynie (1919–1921, doktor filologii indoaryjskiej) i Paryżu (1921–1922).
Był jednym z pierwszych indyjskich fonetyków. Jego dorobek obejmuje publikacje poświęcone językom, literaturze, historii i zagadnieniom narodowym. Autor książek podróżniczych.

## Wybrane publikacje
- The Origin and Development of the Bengali Language. Calcutta University Press, 1926. Brak numerów stron w książce
- A Bengali Phonetic Reader. University of London Press, 1928. Brak numerów stron w książce
- দ্বীপময় ভারত. Book Co., 1940. Brak numerów stron w książce
- Indo-Aryan and Hindi. 1942. Brak numerów stron w książce
- ভারত সংস্কৃতি. Gupta-prakashika, 1957. Brak numerów stron w książce
- Language and Literature of Modern India. Bengal Publishers, 1963. Brak numerów stron w książce
- The People, Language, and Culture of Orissa. Orissa Sahitya Akademi, 1966. Brak numerów stron w książce
- Ramayana: its Character, Genesis, History and Exodus: A Resume. Prajña, 1978. Brak numerów stron w książce
- World Literature and Tagore. Visva-Bharati, 1971. Brak numerów stron w książce
- On the development of Middle Indo-Aryan. Sanskrit College, 1983. Brak numerów stron w książce